# Markus Kreuz
Markus Kreuz (Ingelheim am Rhein, 20 aprile 1977) è un ex calciatore tedesco, di ruolo centrocampista.

## Palmarès
- Fußball-Regionalliga: 1

FSV Francoforte: 2007-2008 (girone sud)
- Erste Liga:

Wolfsberger: 2011-2012